# Guillaume Furrer
Guillaume Ronan Furrer (* 28. Januar 2001 in Chêne-Bougeries) ist ein Schweizer Fussballspieler. Der Aussenstürmer steht seit 2024 bei Neuchâtel Xamax unter Vertrag und ist ehemaliger Juniorennationalspieler.

## Werdegang

### Verein
Guillaume Furrer stammt aus der Romandie und begann seine Karriere 2009 in Genf in der Jugend von Urania Genève Sport, ehe er sich 2011 Étoile Carouge anschloss. Ab 2014 spielte er in der Jugend von Servette Genf. 2016 wechselte er zum FC Zürich. Ab dem Frühjahr 2018 kam er in der zweiten Mannschaft des Vereins in der Promotion League zum Einsatz.
Mit 18 Jahren wechselte Furrer im Sommer 2019 nach Deutschland und schloss sich dem SC Freiburg an. Bei den Breisgauern spielte er zunächst ein Jahr lang in der U19-Jugendmannschaft und rückte anschliessend zur Saison 2020/21 in die zweite Mannschaft des Vereins in der Regionalliga Südwest auf. Mit dieser erreichte er am Saisonende den Aufstieg in die Dritte Liga, wozu er mit sieben Toren in 34 Einsätzen beitrug. In der folgenden Spielzeit 2021/22 feierte Furrer in der Dritten Liga daraufhin sein Profiliga-Debüt, bestritt verletzungsbedingt bis zum Saisonende jedoch nur noch zwölf sowie in der anschliessenden Saison 2022/23 noch elf Ligaspiele.
Anfang September 2023 wechselte er zurück in die Schweiz zum Zweitligisten FC Baden. Nach dem Abstieg der Mannschaft schloss er sich im Sommer 2024 dem Ligakonkurrenten Neuchâtel Xamax an.

### Nationalmannschaft
Ab 2015 durchlief Furrer die Junioren-Nationalmannschaften des SFV, angefangen mit der U15- und der U16-Mannschaft, in welchen er noch relativ viele Einsätze bekam, sowie später zwischen 2017 und 2020 auch die U17-, U18-, U19- und U20-Auswahlen, in denen er jedoch jeweils nur noch vereinzelt zum Einsatz kam.

### Erfolge
- Aufstieg in die Dritte Liga: 2021 mit dem SC Freiburg II
- Meister der Regionalliga Südwest: 2021 mit dem SC Freiburg II